# Billie Jean King Cup 2023
Billie Jean King Cup 2023, oficiálně Billie Jean King by Gainbridge 2023, představoval jubilejní 60. ročník tenisové soutěže ženských týmů v Billie Jean King Cupu, největší každoročně pořádané kolektivní události v ženském sportu. Do ročníku nastoupilo 135 družstev, v jejichž rámci se představilo 651 tenistek. Překonán tak byl rok starý rekord 118 národních celků. Generálním partnerem celé soutěže se pro období 2023–2027 stala americká pojišťovací agentura Gainbridge, která na této pozici nahradila bankovní dům BNP Paribas.
Švýcarsko jako obhájce titulu nepostoupilo ze základní skupiny finálového turnaje. Po ruské invazi na Ukrajinu v závěru února 2022 byly reprezentace Ruska a Běloruska vyloučeny ze soutěže.
Mezistátní zápasy finále a zonálních skupin byly hrány v jediný den do dvou vítězných bodů, s dvěma dvouhrami a závěrečnou čtyřhrou. Kvalifikační kolo a baráže měly dvoudenní formát do tří vítězných bodů, se čtyřmi dvouhrami a závěrečným deblem. Ve třetí rozhodující sadě všech dvouher následoval za stavu gamů 6–6 sedmibodový tiebreak. Kapitáni družstev mohli nominovat až pět hráček. Prvním hracím termínem se stal týden od 10. dubna 2023, kdy byly na programu části 1. a 2. skupin kontinentálních zón. Zároveň se mezi 14. a 15. dubnem konalo kvalifikační kolo. Jeho vítězové postoupili do finálového turnaje hraného mezi 7. až 12. listopadem, kdy se uskutečnila i baráž.
Premiérový titul vyhrála Kanada ve složení Leylah Fernandezová, Rebecca Marinová, Eugenie Bouchardová, Marina Stakusicová a Gabriela Dabrowská. V kvalifikaci byla součástí týmu také Katherine Sebovová. Jako nehrající kapitánka výběr vedla Heidi El Tabakhová. Kanadský celek vylepšil semifinálové maximum z roku 1988. Ve světovém finále zdolal Itálii 2–0 na zápasy. Hlavní oporou se stala v celém ročníku neporažená Fernandezová, s šesti vítěznými singly a dvěma debly. Překvapením byla 18letá debutantka Marina Stakusicová, která poprvé v kariéře porazila členky z první světové stovky. Kanada se tak stala třináctou zemí, která od založení soutěže v roce 1963 vybojovala trofej. Ženská reprezentace potvrdila výkonnostní vzestup kanadského tenisu, když navázala na první vítězství Kanady v Davis Cupu 2022 a ATP Cupu 2022.

## Finále
- Místo konání: Sevilla, Španělsko
- Datum: 7.–12. listopadu 2023[10]

Finále se zúčastnilo dvanáct týmů:
- 2 finalisté 2022 (Švýcarsko, Austrálie)
- 9 vítězů kvalifikačního kola z dubna 2023
- 1 tým na divokou kartu (Polsko)

| Účastníci | Účastníci | Účastníci | Účastníci     | Účastníci | Účastníci  |
| Austrálie | Česko     | Francie   | Itálie        | Kanada    | Kazachstán |
| Německo   | Polsko    | Slovinsko | Spojené státy | Španělsko | Švýcarsko  |
| --------- | --------- | --------- | ------------- | --------- | ---------- |

### Formát
| Harmonogram           | Harmonogram                     | Harmonogram                     | Harmonogram                     | Harmonogram                     |
| Datum                 | den                             | fáze                            | týmů                            | informace                       |
| --------------------- | ------------------------------- | ------------------------------- | ------------------------------- | ------------------------------- |
| 7.–10. listopadu 2023 | úterý–čtvrtek                   | základní skupiny                | 12                              | 4 skupiny po 3 týmech           |
| 11. listopadu 2023    | pátek                           | semifinále                      | 4                               | 4 vítězově skupin               |
| 12. listopadu 2023    | sobota                          | finále                          | 2                               | 2 vítězově semifinále           |
| Výsledek              |                                 |                                 |                                 |                                 |
| Umístění              | účast                           | účast                           | účast                           | účast                           |
| 1.–2. místo           | účast ve finále 2024            | účast ve finále 2024            | účast ve finále 2024            | účast ve finále 2024            |
| 3.–12. místo          | účast v kvalifikačním kole 2024 | účast v kvalifikačním kole 2024 | účast v kvalifikačním kole 2024 | účast v kvalifikačním kole 2024 |

### Skupinová fáze
|  | postup do vyřazovací fáze |

| Skupina | 1. místo  | 1. místo | 1. místo | 1. místo | 2. místo      | 2. místo | 2. místo | 2. místo | 3. místo  | 3. místo | 3. místo | 3. místo |
| Skupina | tým       | MZ       | U        | S        | tým           | MZ       | U        | S        | tým       | MZ       | U        | S        |
| ------- | --------- | -------- | -------- | -------- | ------------- | -------- | -------- | -------- | --------- | -------- | -------- | -------- |
| A       | Česko     | 2–0      | 5–1      | 10–3     | Spojené státy | 1–1      | 4–2      | 8–5      | Švýcarsko | 0–2      | 0–6      | 2–12     |
| B       | Slovinsko | 1–1      | 3–3      | 9–6      | Kazachstán    | 1–1      | 3–3      | 7–8      | Austrálie | 1–1      | 3–3      | 6–8      |
| C       | Kanada    | 2–0      | 6–0      | 12–1     | Španělsko     | 1–1      | 2–4      | 5–9      | Polsko    | 0–2      | 1–5      | 4–11     |
| D       | Itálie    | 2–0      | 5–1      | 11–5     | Francie       | 1–1      | 4–2      | 10–6     | Německo   | 0–2      | 0–6      | 2–12     |

### Vyřazovací fáze
|  | Semifinále 11. listopadu | Semifinále 11. listopadu | Semifinále 11. listopadu |  |  | Finále 12. listopadu | Finále 12. listopadu | Finále 12. listopadu |
|  |                          |                          |                          |  |  |                      |                      |                      |
|  |                          | Česko                    | 1                        |  |  |                      |                      |                      |
|  |                          | Kanada                   | 2                        |  |  |                      |                      |                      |
|  |                          |                          |                          |  |  |                      | Kanada               | 2                    |
|  |                          |                          |                          |  |  |                      | Itálie               | 0                    |
|  |                          | Slovinsko                | 0                        |  |  |                      |                      |                      |
|  |                          | Itálie                   | 2                        |  |  |                      |                      |                      |

#### Finále: Kanada vs. Itálie
| | Kanada | 2 :                                                                                    | 0   | Itálie |    |            |
| --- | --- | -------------------------------------------------------------------------------------- | --- | ------ | -- | ---------- |
| centrální dvorec, Estadio La Cartuja, Sevilla, Španělsko 12. listopadu 2023, 15:00 SEČ tvrdý (hala) | |                                                                                        |     |        |    |            |
| \| \| \| \| 1. \| 2. \| 3. \| \| \| ----------- \| --------------------------------------------------------------------------------------------------------------------------------------------------------------------------------------------------------------------------------------------------------------------- \| -------------------------------------------------------------------------------------- \| --- \| --- \| -- \| ---------- \| \| 1. \| \| Marina Stakusicová Martina Trevisanová \| 7 5 \| 6 3 \| \| \| \| 2. \| \| Leylah Fernandezová Jasmine Paoliniová \| 6 2 \| 6 3 \| \| \| \| 3. \| \| Gabriela Dabrowská / Leylah Fernandezová Elisabetta Cocciarettová / Jasmine Paoliniová \| \| \| \| nehrálo se \| \| \| \| \| \| \| \| \| \| \| \| \| \| \| \| \| \| \| \| \| \| \| \| \| \| Podrobnosti \| \| \| \| \| \| \| \| \| Předchozí poměr vzájemných zápasů mezi Kanadou a Itálií činil 3:1. Naposledy vyhrály Kanaďanky ve skupině finálového turnaje 2022. Kanada postoupila do finále vůbec poprvé od debutu v úvodním ročníku 1963. Itálie usilovala o pátý titul a první od roku 2013.[11] \| \| \| \| \| \| | |                                                                                        |     |        |    |            |
| | |                                                                                        | 1.  | 2.     | 3. |            |
| 1. | | Marina Stakusicová Martina Trevisanová                                                 | 7 5 | 6 3    |    |            |
| 2. | | Leylah Fernandezová Jasmine Paoliniová                                                 | 6 2 | 6 3    |    |            |
| 3. | | Gabriela Dabrowská / Leylah Fernandezová Elisabetta Cocciarettová / Jasmine Paoliniová |     |        |    | nehrálo se |
| | |                                                                                        |     |        |    |            |
| | |                                                                                        |     |        |    |            |
| | |                                                                                        |     |        |    |            |
| Podrobnosti | |                                                                                        |     |        |    |            |
| | Předchozí poměr vzájemných zápasů mezi Kanadou a Itálií činil 3:1. Naposledy vyhrály Kanaďanky ve skupině finálového turnaje 2022. Kanada postoupila do finále vůbec poprvé od debutu v úvodním ročníku 1963. Itálie usilovala o pátý titul a první od roku 2013. |                                                                                        |     |        |    |            |

## Kvalifikační kolo
- Datum: 14.–15. dubna 2023

Kvalifikační kolo se konalo 14.–15. dubna 2023. Nastoupilo do něj osmnáct týmů, které vytvořily devět párů. Jednotlivé dvojice odehrály vzájemné mezistátní zápasy. Jeden člen dvojice hostil duel na domácí půdě. Vítězové postoupili do finále a na poražené čekala baráž – obě fáze hrané v listopadu 2023 –, v níž se poražení střetli s vítězi 1. skupin tří kontinentálních zón.
Kvalifikačního kola se zúčastnilo osmnáct týmů:
- 10 týmů z 3.–12. místa finále 2022
- 8 vítězů baráže 2022

| Nasazené týmy 1. Španělsko (3.) 2. Česko (4.) 3. Francie (5.) 4. Kanada (6.) 5. Spojené státy (7.) 6. Slovensko (8.) 7. Německo (9.) 8. Kazachstán (10.) 9. Rumunsko (12.) Žebříček ITF k 16. listopadu 2022. | Nenasazené týmy - Itálie (13.) - Belgie (14.) - Velká Británie (15.) - Polsko (16.) - Brazílie (17.) - Ukrajina (20.) - Mexiko (22.) - Rakousko (30.) - Slovinsko (34.) |

| Kvalifikační kolo – 14. a 15. dubna 2023 | Kvalifikační kolo – 14. a 15. dubna 2023 | Kvalifikační kolo – 14. a 15. dubna 2023 | Kvalifikační kolo – 14. a 15. dubna 2023 | Kvalifikační kolo – 14. a 15. dubna 2023 | Kvalifikační kolo – 14. a 15. dubna 2023 | Kvalifikační kolo – 14. a 15. dubna 2023 |
| Domácí                                   | výsledek                                 | hosté                                    | místo konání                             | areál / hala                             | povrch                                   |                                          |
| ---------------------------------------- | ---------------------------------------- | ---------------------------------------- | ---------------------------------------- | ---------------------------------------- | ---------------------------------------- | ---------------------------------------- |
| Španělsko [1]                            | 4–0                                      | Mexiko                                   | Marbella                                 | Club de Tenis Puente Romano              | antuka                                   |                                          |
| Ukrajina                                 | 1–3                                      | Česko [2]                                | Antalya (Turecko)                        | Megasaray Club Belek                     | antuka                                   |                                          |
| Velká Británie                           | 1–3                                      | Francie [3]                              | Coventry                                 | Coventry Building Society Arena          | tvrdý (hala)                             |                                          |
| Kanada [4]                               | 3–2                                      | Belgie                                   | Vancouver                                | Pacific Coliseum                         | tvrdý (hala)                             |                                          |
| Spojené státy [5]                        | 4–0                                      | Rakousko                                 | Delray Beach                             | Delray Beach Tennis Center               | tvrdý                                    |                                          |
| Slovensko [6]                            | 2–3                                      | Itálie                                   | Bratislava                               | NTC aréna                                | tvrdý (hala)                             |                                          |
| Německo [7]                              | 3–1                                      | Brazílie                                 | Stuttgart                                | Porsche-Arena                            | antuka (hala)                            |                                          |
| Kazachstán [8]                           | 3–1                                      | Polsko                                   | Astana                                   | Národní tenisové centrum Daulet          | antuka (hala)                            |                                          |
| Slovinsko                                | 3–2                                      | Rumunsko [9]                             | Koper                                    | Sport Park Bonifika                      | antuka                                   |                                          |

## Baráž
- Datum: 10.–12. listopadu 2023[10]

Do baráže hrané mezi 10. a 12. listopadem 2023 nastoupilo šestnáct družstev, která vytvořila osm párů. Jednotlivé dvojice odehrály vzájemné mezistátní zápasy ve dvoudenním formátu do tří vítězných bodů, v podobě čtyř dvouher a závěrečné čtyřhry. Jeden z páru hostil duel na domácí půdě. Vítězové postoupili do kvalifikačního kola 2024 a poražení sestoupili do 1. skupin tří kontinentálních zón.
Původně kvalifikované Polsko jako jeden z poražených týmů kvalifikačního kola získalo divokou kartu do finálového turnaje. Nahradilo jej Srbsko jako nejvýše postavené družstvo na žebříčku ITF z 1. skupiny euroafrické zóny, které do baráže nepostoupilo.
Baráže se zúčastnilo šestnáct týmů:
- 9 poražených z kvalifikačního kola 2023
- 7 vítězů z baráží 1. skupin kontinentálních zón 2023
  - 3 týmy z Evropy a Afriky
  - 2 týmy z Ameriky
  - 2 týmy z Asie a Oceánie

| Nasazené týmy 1. Slovensko (11 ITF.) 2. Belgie (13. ITF) 3. Velká Británie (14. ITF) 4. Brazílie (15. ITF) 5. Ukrajina (16. ITF) 6. Rumunsko (17. ITF) 7. Japonsko (19. ITF) 8. Mexiko (20. ITF) | Nenasazené týmy - Argentina (21. ITF) - Rakousko (22. ITF) - Srbsko (25. ITF) - Nizozemsko (26. ITF) - Maďarsko (27. ITF) - Švédsko (28. ITF) - Kolumbie (29. ITF) - Jižní Korea (31. ITF) |

| Baráž – 10.–11. a 11.–12. listopadu 2023 | Baráž – 10.–11. a 11.–12. listopadu 2023 | Baráž – 10.–11. a 11.–12. listopadu 2023 | Baráž – 10.–11. a 11.–12. listopadu 2023 | Baráž – 10.–11. a 11.–12. listopadu 2023 | Baráž – 10.–11. a 11.–12. listopadu 2023 | Baráž – 10.–11. a 11.–12. listopadu 2023 |
| Domácí                                   | výsledek                                 | hosté                                    | místo konání                             | areál / hala                             | povrch                                   |                                          |
| ---------------------------------------- | ---------------------------------------- | ---------------------------------------- | ---------------------------------------- | ---------------------------------------- | ---------------------------------------- | ---------------------------------------- |
| Slovensko [1]                            | 3–1                                      | Argentina                                | Bratislava                               | NTC aréna                                | tvrdý (hala)                             |                                          |
| Belgie [2]                               | 3–1                                      | Maďarsko                                 | Charleroi                                | Dôme de Charleroi                        | tvrdý (hala)                             |                                          |
| Velká Británie [3]                       | 3–1                                      | Švédsko                                  | Londýn                                   | Copper Box Arena                         | tvrdý (hala)                             |                                          |
| Brazílie [4]                             | 4–0                                      | Jižní Korea                              | Brasília                                 | Arena BRB                                | antuka                                   |                                          |
| Ukrajina [5]                             | 3–1                                      | Nizozemsko                               | Vilnius (Litva)                          | SEB Arena                                | tvrdý (hala)                             |                                          |
| Srbsko                                   | 0–4                                      | Rumunsko [6]                             | Kraljevo                                 | Hala sportova u Kraljevu                 | antuka (hala)                            |                                          |
| Japonsko [7]                             | 3–2                                      | Kolumbie                                 | Tokio                                    | Ariake Coliseum                          | tvrdý (hala)                             |                                          |
| Rakousko                                 | 2–3                                      | Mexiko [8]                               | Schwechat                                | Multiversum Schwechat                    | antuka (hala)                            |                                          |

## Americká zóna

### 1. skupina
- Místo konání: Tennis Golf Club, Cúcuta, Kolumbie (antuka, venku)
- Datum: 11.–15. dubna 2023[12]

#### Blok A
|    | Blok A          | ARG | COL | CHI | PER | GUA | BOL |
| 1. | Argentina (5–0) |     | 3–0 | 3–0 | 2–1 | 3–0 | 3–0 |
| 2. | Kolumbie (4–1)  | 0–3 |     | 3–0 | 2–1 | 3–0 | 3–0 |
| 3. | Chile (3–2)     | 0–3 | 0–3 |     | 2–1 | 3–0 | 2–0 |
| 4. | Peru (2–3)      | 1–2 | 1–2 | 1–2 |     | 2–1 | 2–1 |
| 5. | Guatemala (1–4) | 0–3 | 0–3 | 0–3 | 1–2 |     | 2–1 |
| 6. | Bolívie (0–5)   | 0–3 | 0–3 | 0–2 | 1–2 | 1–2 |     |

Výsledek
- Argentina a Kolumbie postoupily do světové baráže 2023
- Guatemala a Bolívie sestoupily do 2. skupiny Americké zóny 2024

### 2. skupina
- Místo konání: Centro Nacional de Tenis Parque del Este, Santo Domingo, Dominikánská republika (tvrdý, venku)
- Datum: 26.–29. července 2023[13]

- Bahamy
- Kostarika
- Dominikánská republika
- Ekvádor
- Honduras
- Paraguay
- Uruguay
- Venezuela

Výsledek
- Ekvádor a Venezuela postoupily do 1. skupiny americké zóny 2024
- Kostarika sestoupila do 3. skupiny americké zóny 2024

### 3. skupina
- Místo konání: Federación Panameña de Tenis, Panamá, Panama (antuka, venku)
- Datum: 17.–22. července 2023[14]

- Antigua a Barbuda
- Aruba
- Barbados
- Bermudy
- Kuba
- Salvador
- Jamajka
- Panama
- Portoriko
- Americké Panenské ostrovy

Výsledek
- Kuba a Portoriko postoupily do 2. skupiny americké zóny 2024

## Zóna Asie a Oceánie

### 1. skupina
- Místo konání: Olympijská tenisová škola, Taškent, Uzbekistán (tvrdý, venku)
- Datum: 11.–15. dubna 2023[15]

Blok
- Čína
- Indie
- Japonsko
- Jižní Korea
- Thajsko
- Uzbekistán

Výslede
- Japonsko a Jižní Korea postoupily do světové baráže 2023
- Thajsko a Uzbekistán sestoupily do 2. skupiny zóny Asie a Oceánie 2024

### 2. skupina
- Místo konání: Národní tenisové centrum, Kuala Lumpur, Malajsie (tvrdý, venku)
- Datum: 24.–29. července 2023[16]

- Tchaj-wan
- Guam
- Hongkong
- Indonésie
- Malajsie
- Mongolsko
- Nový Zéland
- Pacifická Oceánie
- Pákistán
- Singapur
- Srí Lanka
- Turkmenistán

Výsledek
Podrobnější informace naleznete v článkové sekci Baráž 2. skupiny.
- Tchaj-wan a Pacifická Oceánie postoupily do 1. skupiny zóny Asie a Oceánie 2024
- Guam a Turkmenistán sestoupily do 3. skupiny zóny Asie a Oceánie 2024

### 3. skupina
- Místo konání: Bahrain Tennis Federation, Madinat 'Isa, Bahrajn (tvrdý)
- Datum: 18.–21. října 2023[17]

- Bahrajn
- Bhútán
- Brunej
- Írán
- Irák
- Kyrgyzstán
- Laos
- Macao
- Maledivy
- Nepál
- Katar
- Saúdská Arábie
- Tádžikistán
- Vietnam

Výsledek
- Kyrgyzstán a Írán postoupily do 2. skupiny zóny Asie a Oceánie 2024

## Zóna Evropy a Afriky

### 1. skupina
- Místo konání: Megasaray Tennis Academy, Antalya, Turecko (antuka, venku)[18]
- Datum: 10.–15. dubna 2023

| Blok A - Egypt - Lotyšsko - Maďarsko - Nizozemsko - Turecko | Blok B - Bulharsko - Dánsko - Chorvatsko - Norsko - Srbsko - Švédsko |

Výsledek
Podrobnější informace naleznete v článkové sekci 1. skupina.
- Maďarsko, Nizozemsko a Švédsko postoupily do světové baráže 2023
- Srbsko[a] postoupilo do světové baráže 2023 jako náhradník
- Egypt a Chorvatsko sestoupily do 2. skupiny zóny Evropy a Afriky 2024

Vysvětlivky
1. ↑  Do baráže se původně kvalifikovalo Polsko jako jeden z poražených týmů kvalifikačního kola. Po zisku divoké karty do finálového turnaje jej v baráži nahradilo Srbsko z pozice nejvýše postaveného a nepostupujícího týmu na žebříčku ITF z 1. skupiny euroafrické zóny, při zachování evropské kontinentální příslušnosti.

### 2. skupina
- Místo konání: Jamor Sports Complex, Oeiras, Portugalsko (antuka, venku)[19]
- Datum: 10.–15. dubna 2023

| Blok A - Bosna a Hercegovina - Izrael - Malta - Portugalsko - Řecko | Blok B - Estonsko - Gruzie - Irsko - Jižní Afrika - Kosovo - Litva |

Výsledek
Podrobnější informace naleznete v článkové sekci 2. skupina.
- Portugalsko a Řecko postoupily do 1. skupiny zóny Evropy a Afriky 2024
- Irsko a Jihoafrické republika sestoupily do 3. skupiny zóny Evropy a Afriky 2024

### 3. evropská skupina
- Místo konání: Tenisový klub Jug, Skopje, Severní Makedonie (antuka, venku)[20]
- Datum: 19.–24. června 2023

| Blok A - Arménie - Černá Hora - Kypr - Lucembursko - San Marino | Blok B - Albánie - Ázerbájdžán - Finsko - Island - Moldavsko - Severní Makedonie |

Výsledek
Podrobnější informace naleznete v článkové sekci 3. evropská skupina.
- Severní Makedonie postoupila do 2. skupiny zóny Evropy a Afriky 2024

### 3. africká skupina
- Místo konání: Nairobi Club, Nairobi, Keňa (antuka, venku)[21]
- Datum: 12.–17. června 2023

| Blok A - Botswana - Keňa - Maroko - Namibie - Nigérie - Uganda | Blok B - Burundi - Ghana - Mauricius - Seychely - Tunisko - Zimbabwe |

Výsledek
Podrobnější informace naleznete v článkové sekci 3. africká skupina.
- Maroko postoupilo do 2. skupiny zóny Evropy a Afriky 2024
- Seychely sestoupily do 4. africké skupiny zóny Evropy a Afriky 2024

### 4. africká skupina
- Místo konání: Ecology Tennis Club, Kigali, Rwanda (antuka, venku)

- Datum: 5.–10. června 2023

| Blok A - Angola - Etiopie - Mosambik - Rwanda - Tanzanie | Blok B - Kamerun - Kongo - Konžská DR - Lesotho - Madagaskar - Senegal |

Výsledek
Podrobnější informace naleznete v článkové sekci 4. africká skupina.
- Madagaskar postoupil do 3. africké skupiny zóny Evropy a Afriky 2024